# 安特卫普贝尔赫姆站
安特卫普贝尔赫姆站（荷蘭語：Station Antwerpen-Berchem）是比利时安特卫普省省会安特卫普南部贝尔赫姆区的鐵路車站。该车站于1865年3月1日启用，站房于20世纪60年代末和90年代末两次重建。

## 列车服务
该站提供以下列车服务：
- 城际列车 (IC-02) 安特卫普 - 圣尼克拉斯 - 根特 - 布鲁日 - 奥斯坦德
- 城际列车 (IC-04) 安特卫普 - 圣尼克拉斯 - 根特 - 科特赖克 - 波珀灵厄/里尔
- 城际列车 (IC-05) 安特卫普 - 梅赫伦 - 布鲁塞尔 - 尼韦勒 - 沙勒罗瓦（周一至周五）
- 城际列车 (IC-08) 安特卫普 - 梅赫伦 - 布鲁塞尔机场 - 鲁汶 - 哈瑟尔特
- 城际列车 (IC-09) 安特卫普 - 利尔 - 阿尔斯霍特 - 鲁汶（周一至周五）
- 城际列车 (IC-09) 安特卫普 - 利尔 - 阿尔斯霍特 - 哈瑟尔特 - 列日（周末）
- 城际列车 (IC-10) 安特卫普 - 莫尔 - 哈蒙特/哈瑟尔特
- 城际列车 (IC-22) 埃森 - 安特卫普 - 梅赫伦 - 布鲁塞尔（周一至周五）
- 城际列车 (IC-22) 安特卫普 - 梅赫伦 - 布鲁塞尔 - 班什（周末）
- 城际列车 (IC-28) 安特卫普 - 圣尼克拉斯 - 根特（周一至周五）
- 城际列车 (IC-30) 安特卫普 - 海伦塔尔斯 - 蒂伦豪特
- 城际列车 (IC-31) 安特卫普 - 梅赫伦 - 布鲁塞尔 - 尼韦勒 - 沙勒罗瓦（周末）
- 城际列车 (IC-35) 阿姆斯特丹 - 海牙 - 鹿特丹 - 罗森达尔 - 安特卫普 - 布鲁塞尔机场 - 布鲁塞尔
- 地方列车 (L-22) 罗森达尔 - 埃森 - 安特卫普 - 皮尔斯（周一至周五）
- 地方列车 (L-23) 安特卫普 - 阿尔斯霍特 - 鲁汶
- 地方列车 (L-24) 安特卫普 - 海伦塔尔斯 - 莫尔（周一至周五）
- 地方列车 (L-30) 安特卫普 - 洛克伦
- 布鲁塞尔城市快铁（法语：Réseau express régional bruxellois） (S1) 安特卫普 - 梅赫伦 - 布鲁塞尔 - 滑铁卢 - 尼韦勒（周一至周五）
- 布鲁塞尔城市快铁 (S1) 安特卫普 - 梅赫伦 - 布鲁塞尔（周末）